# Selma Meerbaum-Eisinger
Selma Meerbaum-Eisinger (născută Selma Merbaum, n. 5 februarie 1924, Cernăuți, România – d. 16 decembrie 1942, Mihailovca, Raionul Vinnîțea, RSS Ucraineană, URSS) a fost o poetă și traducătoare română de limbă germană, evreică din Cernăuți, care a murit în lagărul Mihailovca în timpul Holocaustului.
A crescut într-o atmosferă multiculturală. La școală vorbea limba română și idiș, în timp ce în cadrul mișcării sioniste de tineret Haschomer-Hazair vorbea în special limba germană.
A fost pasionată încă de tânără de poezie, în special de cea a lui Heinrich Heine, Rainer Maria Rilke, Paul Verlaine și Rabindranath Tagore. Sub influența lor, a tradus poezie din limbile franceză, română și idiș.
De pe urma ei, care era o verișoară îndepărtată a lui Paul Celan, a rămas un singur volum cu 57 de poezii despre o iubire la care visa ea, adresate unui prieten care s-a refugiat în Palestina, unde și-a pierdut viața.
După ce a supraviețuit în ghetoul din Cernăuți, a fost internată în Lagărul de concentrare din Mihailovca, unde, la numai 18 ani, a murit bolnavă de tifos.

## Scrieri
- Ich bin in Sehnsucht eingehüllt. Gedichte eines jüdischen Mädchens an seinen Freund (Sunt învăluită de dor. Poeziile unei fete evreice către prietenul său), Editura  Hoffmann und Campe, Hamburg, 1980 (ISBN 10: 3455047904 / ISBN 13: 9783455047905 )

## Legături externe
Materiale media legate de Selma Meerbaum-Eisinger la Wikimedia Commons